# Filarmonica Nazionale dell'Ucraina

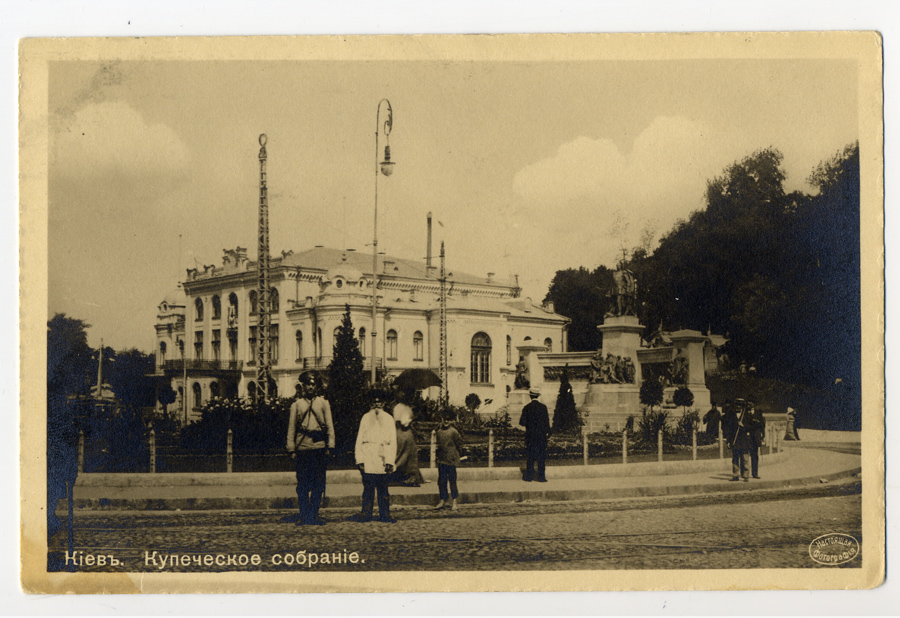
Cartolina russa del primo Novecento raffigurante l'edificio dell'Assemblea dei Mercanti a Kiev.

La Filarmonica Nazionale dell'Ucraina (Національна Філармонія України), spesso chiamata Filarmonica di Kiev e Filarmonica Nazionale, è un complesso di due sale da concerto adiacenti nel Khrestchaty Park a Kiev, in Ucraina. Precedentemente la Merchant's House, l'edificio utilizzato per spettacoli musicali era collegato alla Philharmonic Society, fondata da Mykola Lysenko.
L'edificio storico fu costruito alla fine del XIX secolo. Si erge alla fine della via Khreschatyk vicino alla European Square e al Parco Chreščatyk, ha ospitato numerosi compositori russi come Sergei Rachmaninoff, Alexander Scriabin e Pyotr Ilyich Tchaikovsky e famosi cantanti d'opera come Leonid Sobinov e Feodor Chaliapin.

## Storia

### The Merchant's House
Alla fine del diciannovesimo secolo Kiev, all'epoca il principale centro commerciale nel sud-ovest dell'Impero russo, era al massimo del suo sviluppo culturale. Nel 1881 il Consiglio degli anziani dell'Assemblea dei mercanti di Kiev ottenne il permesso di costituire un'area ricreativa nella piazza Tsarskaya (Tsar’s) (ora Piazza Europa) dove un anno dopo un edificio in mattoni decorato con torri e gronde metalliche fu eretto dal famoso architetto di Kiev Vladimir Nikolayev e chiamato la Merchants' House (Assemblea dei mercanti). L'edificio divenne rapidamente famoso tra gli abitanti di Kiev e divenne il centro di incontri culturali in cui la società organizzava balli in maschera, conferenze scientifiche e politiche, lotterie di beneficenza e serate letterarie. Grazie alla buona acustica dell'edificio, la Merchants' House divenne famosa per le esibizioni musicali.
La storia della Merchants' House è stata fortemente influenzata dal compositore, pianista e direttore d'orchestra ucraino Mykola Lysenko. Come uno dei fondatori della Società Filarmonica, del Club ucraino e della Scuola di musica ucraina, Lysenko fu eletto nel consiglio direttivo della Merchants' House e portò la musica di molti compositori russi ed europei ai cittadini di Kiev.
Dopo la rivoluzione russa l'edificio subì un grande cambiamento nel suo scopo e ospitò la Proletarian House of Arts, trasformata nella House of Political Education, e successivamente al Bolshevik Club e al Palazzo dei Pionieri Repubblicani. La Merchant's Assembly cessò di esistere nel 1919. Nel 1927 la Società Filarmonica si trasferì a Kharkiv quando la città divenne la capitale della Repubblica Socialista Sovietica Ucraina. Ma nel 1934 tornò a Kiev quando la città riacquistò il suo status.
Dopo l'invasione nazista del 1941, la Società Filarmonica interruppe il suo lavoro e gran parte dei suoi inestimabili archivi furono distrutti. Durante l'occupazione tedesca di Kiev, l'edificio della Società fu convertito nel Club dell'Ufficiale Tedesco. Questo fu uno dei motivi principali per cui l'edificio non fu distrutto, rimanendo uno dei pochissimi edifici prebellici sopravvissuti sulla via Khreshchatyk. Dopo la liberazione di Kiev, l'edificio della Società Filarmonica riprese la sua attività nel 1944 non appena le ostilità si spostarono da Kiev.

### Filarmonica Nazionale
Nel 1962, l'edificio fu ribattezzato Mykola Lysenko Kiev State Philharmonic in onore del 120º anniversario del compositore e del 50º anniversario della sua morte. Inoltre fu assegnato lo status di monumento architettonico. Negli anni '80 l'edificio ha subito un'alluvione, durante la quale molte delle sue librerie musicali e degli archivi sono periti. Le condizioni richiesero un restauro, iniziato nel 1995. Un anno dopo, l'edificio restaurato aprì le sue porte al pubblico.
Nell'ottobre del 1994 il neoeletto presidente dell'Ucraina, Leonid Kuchma, concesse all'edificio lo status di Filarmonica Nazionale dell'Ucraina. Nel 2000 la Filarmonica Nazionale ricevette una sovvenzione culturale dal governo del Giappone con la quale poté acquistare un nuovo pianoforte a coda e strumenti musicali aggiuntivi per la sua orchestra sinfonica, l'Orchestra Sinfonica della Filarmonica Nazionale dell'Ucraina.
Oggi, la Sala Colonnata della Filarmonica di Lysenko rimane uno dei due più prestigiosi palcoscenici di musica classica della città (insieme all'Opera di Kiev). Direttore della Filarmonica dal 1996 è Volodymyr Lukashev.

## Orchestra Sinfonica della Filarmonica Nazionale dell'Ucraina
L'Orchestra Sinfonica della Filarmonica Nazionale dell'Ucraina fu fondata nel settembre 1995 sotto la guida di Leonid Tykhonov. Un anno dopo, nel 1996, subentra il giovane Mykola Dyadura. Fino dalla stagione concertistica 2012-1013 Roman Kofman è il direttore principale dell'orchestra. Oggi l'orchestra è riconosciuta come una delle migliori formazioni in Europa orientale.